# 路基
路基是一种带状构造物，在铁路和公路中，路基是路面的基础。路基位于路面以下，承受由其传来的行车载荷，对路面起支撑作用。
根据使用条件不同，路基使用土方、石料等材料或混合材料建成。高于原地面的填方路基称路堤，路堤分为上路堤和下路堤。低于原地面的挖方路基称路堑。